# Myrmeleon (Myrmeleon) nigromarginatus
Myrmeleon (Myrmeleon) nigromarginatus is een insect uit de familie van de mierenleeuwen (Myrmeleontidae), die tot de orde netvleugeligen (Neuroptera) behoort. 
Myrmeleon (Myrmeleon) nigromarginatus is voor het eerst wetenschappelijk beschreven door Esben-Petersen in 1917.